# Mistrovství světa superbiků 2022 – Estoril
Mistrovství světa superbiků – Estoril 2022 (oficiálně Estoril Round)  byl třetím závodním víkendem sezony 2022 Mistrovství světa superbiků.

## Okruh
|               |                     |
| Název         | Circuito do Estoril |
| Délka         | 4.182 km            |
| Počet zatáček | 13                  |

## Časový harmonogram
| Datum      | Start | Aktivita        |
| ---------- | ----- | --------------- |
| 20. května | 10:30 | Volný trénink 1 |
| 20. května | 15:00 | Volný trénink 2 |
| 21. května | 9:00  | Volný trénink 3 |
| 21. května | 11:10 | Superpole       |
| 21. května | 14:00 | 1. závod        |
| 22. května | 9:00  | Warm-up         |
| 22. května | 11:00 | Superpole závod |
| 22. května | 14:00 | 2. závod        |

## Startovní Listina
| #  | Jezdec                | Tým                              | Motocykl               |
| -- | --------------------- | -------------------------------- | ---------------------- |
| 1  | Toprak Razgatlıoğlu   | Pata Yamaha with Brixx WorldSBK  | Yamaha YZF-R1          |
| 3  | Kohta Nozane          | GYTR GRT Yamaha WorldSBK Team    | Yamaha YZF-R1          |
| 5  | Philipp Öttl          | Team GoEleven                    | Ducati Panigale V4 R   |
| 7  | Iker Lecuona          | Team HRC                         | Honda CBR1000RR-R      |
| 12 | Xavi Forés            | Team GoEleven                    | Ducati Panigale V4 R   |
| 17 | Marvin Fritz          | Yamaha Motoxracing WorldSBK Team | Yamaha YZF-R1          |
| 19 | Álvaro Bautista       | Aruba.it Racing – Ducati         | Ducati Panigale V4 R   |
| 21 | Michael Ruben Rinaldi | Aruba.it Racing – Ducati         | Ducati Panigale V4 R   |
| 22 | Alex Lowes            | Kawasaki Racing Team WorldSBK    | Kawasaki Ninja ZX-10RR |
| 23 | Christophe Ponsson    | Gil Motor Sport–Yamaha           | Yamaha YZF-R1          |
| 29 | Luca Bernardi         | Barni Spark Racing Team          | Ducati Panigale V4 R   |
| 31 | Garrett Gerloff       | GYTR GRT Yamaha WorldSBK Team    | Yamaha YZF-R1          |
| 32 | Isaac Viñales         | TPR Team Pedercini Racing        | Kawasaki Ninja ZX-10RR |
| 35 | Hafizh Syahrin        | MIE Racing Honda Team            | Honda CBR1000RR-R      |
| 36 | Leonardo Mercado      | MIE Racing Honda Team            | Honda CBR1000RR-R      |
| 44 | Lucas Mahias          | Kawasaki Puccetti Racing         | Kawasaki Ninja ZX-10RR |
| 45 | Scott Redding         | BMW Motorrad WorldSBK Team       | BMW 1000RR             |
| 47 | Axel Bassani          | Motocorsa Racing                 | Ducati Panigale V4 R   |
| 50 | Eugene Laverty        | Bonovo Action BMW                | BMW 1000RR             |
| 52 | Oliver König          | Orelac Racing VerdNatura         | Kawasaki Ninja ZX-10RR |
| 55 | Andrea Locatelli      | Pata Yamaha with Brixx WorldSBK  | Yamaha YZF-R1          |
| 60 | Michael van der Mark  | BMW Motorrad WorldSBK Team       | BMW 1000RR             |
| 65 | Jonathan Rea          | Kawasaki Racing Team WorldSBK    | Kawasaki Ninja ZX-10RR |
| 76 | Loris Baz             | Bonovo Action BMW                | BMW 1000RR             |
| 97 | Xavi Vierge           | Team HRC                         | Honda CBR1000RR-R      |

## Výsledky
| Pozice | Grid | Jezdec                | Ztráta    |
| ------ | ---- | --------------------- | --------- |
| 1      | 3    | Álvaro Bautista       | 33:58.478 |
| 2      | 2    | Toprak Razgatlıoğlu   | +0.126    |
| 3      | 1    | Jonathan Rea          | +4.835    |
| 4      | 5    | Andrea Locatelli      | +17.079   |
| 5      | 11   | Xavi Vierge           | +19.107   |
| 6      | 7    | Iker Lecuona          | +19.215   |
| 7      | 8    | Alex Lowes            | +21.956   |
| 8      | 4    | Scott Redding         | +23.090   |
| 9      | 6    | Michael Ruben Rinaldi | +24.104   |
| 10     | 12   | Loris Baz             | +25.212   |
| 11     | 17   | Xavi Forés            | +27.516   |
| 12     | 14   | Axel Bassani          | +30.686   |
| 13     | 15   | Luca Bernardi         | +39.599   |
| 14     | 13   | Kohta Nozane          | +39.643   |
| 15     | 9    | Eugene Laverty        | +41.735   |
| 16     | 16   | Marvin Fritz          | +41.854   |
| 17     | 10   | Lucas Mahias          | +42.790   |
| 18     | 18   | Christophe Ponsson    | +50.062   |
| 19     | 20   | Hafizh Syahrin        | +1:08.940 |
| 20     | 22   | Oliver König          | +1:09.979 |
| 21     | 21   | Isaac Viñales         | +2 kola   |
| DNF    | 19   | Leonardo Mercado      | Pád       |

| Pozice | Grid | Jezdec                | Ztráta    |
| ------ | ---- | --------------------- | --------- |
| 1      | 1    | Jonathan Rea          | 16:21.784 |
| 2      | 2    | Toprak Razgatlıoğlu   | +0.174    |
| 3      | 3    | Álvaro Bautista       | +4.925    |
| 4      | 7    | Iker Lecuona          | +7.050    |
| 5      | 5    | Andrea Locatelli      | +8.240    |
| 6      | 8    | Alex Lowes            | +8.684    |
| 7      | 4    | Scott Redding         | +10.293   |
| 8      | 6    | Michael Ruben Rinaldi | +29.516   |
| 9      | 17   | Xavi Forés            | +29.541   |
| 10     | 14   | Axel Bassani          | +32.114   |
| 11     | 13   | Kohta Nozane          | +32.141   |
| 12     | 18   | Christophe Ponsson    | +52.258   |
| 13     | 21   | Isaac Viñales         | +53.209   |
| 14     | 19   | Leonardo Mercado      | +55.481   |
| 15     | 15   | Luca Bernardi         | +1:06.281 |
| 16     | 20   | Hafizh Syahrin        | +1:07.723 |
| 17     | 22   | Oliver König          | +1:07.758 |
| DNF    | 9    | Eugene Laverty        | Pád       |
| DNF    | 12   | Loris Baz             | Pád       |
| DNF    | 11   | Xavi Vierge           | Pád       |
| DNF    | 16   | Marvin Fritz          | Pád       |
| DNF    | 10   | Lucas Mahias          | Pád       |

| Pozice | Grid | Jezdec                | Ztráta    |
| ------ | ---- | --------------------- | --------- |
| 1      | 1    | Jonathan Rea          | 34:10.420 |
| 2      | 3    | Álvaro Bautista       | +0.194    |
| 3      | 2    | Toprak Razgatlıoğlu   | +4.350    |
| 4      | 6    | Alex Lowes            | +7.125    |
| 5      | 5    | Andrea Locatelli      | +8.232    |
| 6      | 4    | Iker Lecuona          | +8.309    |
| 7      | 14   | Axel Bassani          | +10.865   |
| 8      | 8    | Michael Ruben Rinaldi | +16.082   |
| 9      | 11   | Xavi Vierge           | +18.292   |
| 10     | 9    | Xavi Forés            | +18.412   |
| 11     | 7    | Scott Redding         | +19.758   |
| 12     | 12   | Loris Baz             | +25.193   |
| 13     | 13   | Kohta Nozane          | +27.753   |
| 14     | 10   | Eugene Laverty        | +38.391   |
| 15     | 15   | Luca Bernardi         | +38.424   |
| 16     | 17   | Christophe Ponsson    | +41.541   |
| 17     | 16   | Marvin Fritz          | +42.555   |
| 18     | 18   | Leonardo Mercado      | +49.775   |
| 19     | 19   | Hafizh Syahrin        | +51.353   |
| 20     | 21   | Oliver König          | +1:14.141 |
| DNF    | 20   | Isaac Viñales         | Pád       |